# Pikkeulneun cheongchun
Pikkeulneun cheongchun (피끓는청춘?), noto anche con il titolo internazionale Hot Young Bloods, è un film del 2014 scritto e diretto da Lee Yeon-woo.

## Trama
Nel 1982, la giovane Young-sook è capo della gang femminile del suo liceo, e a causa del suo comportamento da maschiaccio è temuta da tutti; la ragazza tuttavia, segretamente, si innamora di Joong-gil, il giovane più desiderato dell'istituto, il quale tuttavia si è dichiarato praticamente a tutte le ragazze più carine della scuola tranne che a lei, temendo il suo carattere.